# Calliste (mythologie)
Pour les articles homonymes, voir Calliste.
Dans la mythologie grecque, Calliste (grec ancien Καλλίστη, romanisé : Kallístē, lit. « la plus belle ») est la fille du dieu marin Triton et de la Libye d'Égypte, qui fut donnée aux Argonautes comme une motte de terre qui se transforma en l'île de Calliste (aujourd'hui île de Santorin).

## Famille
Calliste est la fille du dieu marin Triton et de la Libye d'Égypte, ce qui fait de Poséidon et d'Amphitrite, les souverains des mers, ses grands-parents paternels et d'Épaphos et de Memphis ses grands-parents maternels.

## Mythe
Alors que les Argonautes quittaient la Colchide après avoir pris la toison d'or, Triton leur apparut sous la forme d'un jeune homme riche et se présenta comme Eurypylus, le fils de Poséidon. Il leur offrit une motte de terre qu'un des membres de l'équipage, Euphémos, accepta en signe d'amitié. Plus tard, Euphémos rêva qu'il tétait la motte, qui se transforma en une jeune femme. Il coucha alors avec elle mais se senti ensuite coupable car elle avait été vierge et l'avait allaité. Mais la femme, se présentant comme Calliste, fille de Triton et de Libye, lui dit de ne pas s'inquiéter et lui demanda de lui donner une demeure chez les Néréides près de l'île d'Anaphé,.
À son réveil, Euphémos se rendit auprès de Jason et lui raconta son rêve. Jason raconta à son tour à Euphémos un oracle qu'il avait reçu d'Apollon. Apollon lui avait dit qu'une fois en possession d'une motte de terre, s'il la jetait à la mer, les dieux en feraient sûrement une île. Euphémos, entendant cela, jeta la motte dans l'eau et une île, nommée Calliste (maintenant connue sous le nom de Santorin), en jaillit. Plus tard, les descendants d'Euphémos s'installeront sur l'île.

## Sources
- Argonautiques d'Apollonius de Rhodes
- Pythiques de Pindare

## Référence
1. ↑  Hist. IV.147.
2. ↑  Pindare, Pythiques 4.20 ff.
3. ↑  Apollonius de Rhodes, Argonautiques 4.1548 ff.
4. ↑  Apollonius de Rhodes, Argonautiques 4.1734 ff.